# Bero zanclus
Bero zanclus és una espècie de peix pertanyent a la família dels còtids.

## Descripció
- Fa 8,8 cm de llargària màxima.[3][4]

## Hàbitat
És un peix marí, demersal i de clima temperat.

## Distribució geogràfica
Es troba al Pacífic nord-occidental: Otaru (Hokkaido, el Japó).

## Observacions
És inofensiu per als humans.